# Nimfeu
Per a la colònia del Bòsfor Cimmeri, vegeu Nimfèon.

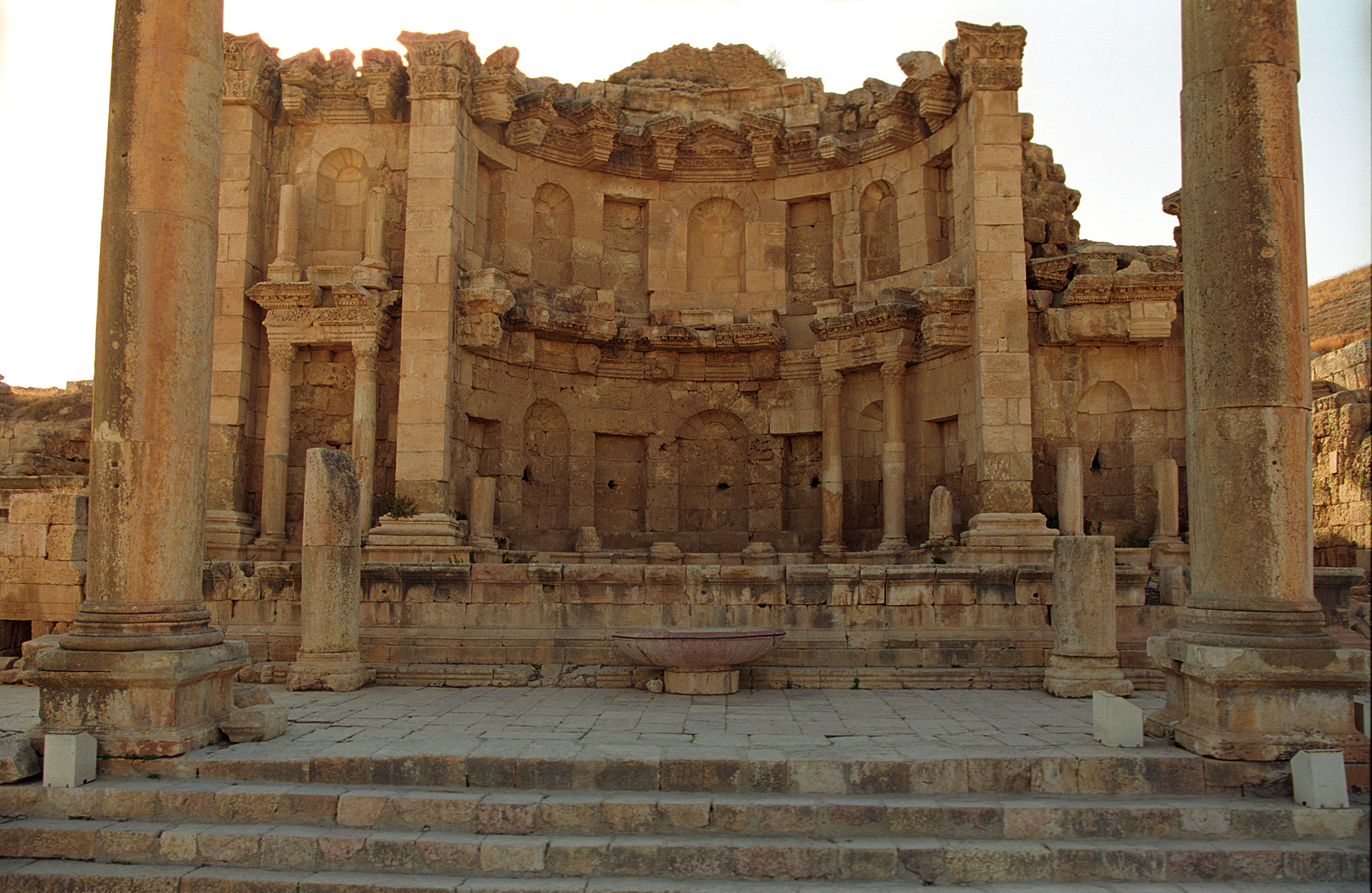
El nimfeu de Gerasa, a Jordània

Un nimfeu (del llatí nymphaeum, i aquest del grec νυμφαίων, nymfaíon) era un monument de l'antiga Grècia i de Roma dedicat a les nimfes, especialment a les de les fonts (les nàiades). Originàriament es tractava de brolladors situats en coves naturals, que segons la tradició eren l'habitatge de les nimfes de l'indret. De vegades s'adaptaven com a fonts públiques, com a la ciutat de Side, a la Pamfília. Al mur d'Adrià, per exemple, a l'extrem septentrional de l'Imperi Romà, hi havia un nimfeu dedicat a la nimfa local Coventina. Més endavant, es van anar construint en grutes artificials i podien representar l'acabament monumental d'un aqüeducte.
El nimfeu de Gerasa, a Jordània (a la imatge de la dreta), es va construir l'any 191 de la nostra era. La font fou decorada amb marbre a la part de baix i estuc pintat a la part de dalt, i coberta amb una mitjana cúpula, que li donava la forma d'un gran nínxol. L'aigua queia en cascada a través de set caps de lleó esculpits fins a unes petites basses a la voravia del carrer.
Els nimfeus d'època romana deriven de les construccions de l'orient hel·lenístic. En la major part es tractava d'edificis circulars decorats amb estàtues i pintures, que servien alhora de santuari, dipòsit d'aigua i lloc de trobada. Podia tractar-se d'una sala més àmplia de l'habitual, que donava al jardí, destinada a celebrar-hi els banquets i matrimonis, caracteritzada per jocs d'aigua en forma de font, de nínxol recobert de mosaics o de petita cascada artificial. D'aquesta mena n'hi ha molts exemples a les cases més elegants de Pompeia, com per exemple a la casa de Júlia Fèlix, o a Corint, Antioquia i Constantinoble; a Roma mateix se n'han trobat les restes d'una vintena, i un bon nombre a l'Àfrica. Cal destacar-ne especialment l'anomenada exedra d'Herodes Àtic (que tot i el seu nom és un nimfeu d'estil romà), el nimfeu del palau de Domicià i els de la Vil·la Adriana a Tívoli.

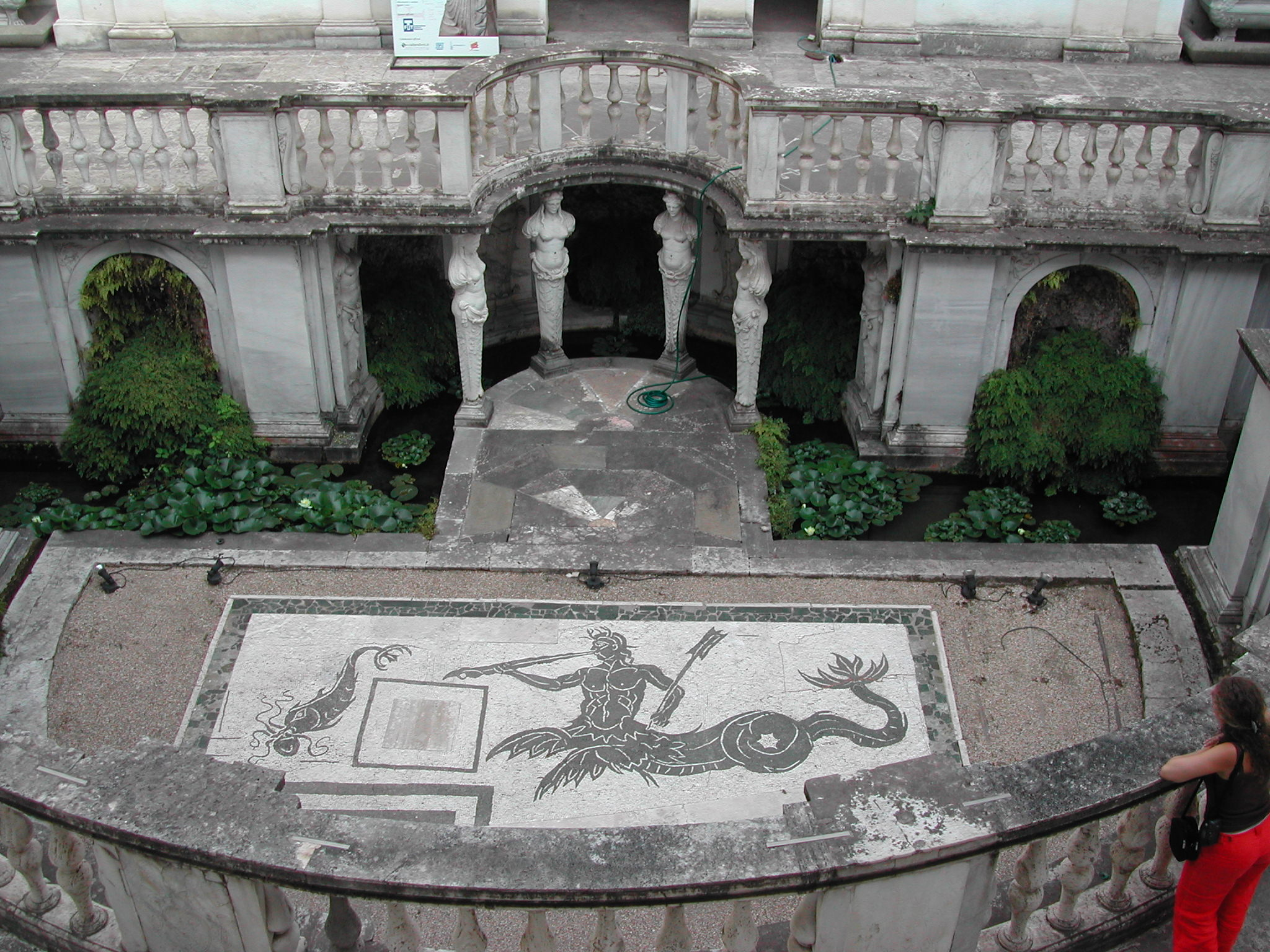
El nimfeu de Villa Giulia, a Roma

El terme nimfeu també es va aplicar a les fonts que hi havia a l'atri de les basíliques cristianes, que segons Eusebi de Cesarea eren símbols de purificació.
Més endavant, Bartolomeo Ammanati entre 1550 i 1553 va reintroduir el tema dels nimfeus al menjador d'estiu a l'aire lliure de la Villa Giulia, a Roma, amb coves artificials i jocs d'aigua (imatge de l'esquerra). El nimfeu també fou característic dels jardins dels palaus barrocs, com al Zwinger de Dresden o a la Vil·la d'Este de Tívoli.